# Richard Knerr
Richard Knerr (30 de junio de 1925 – 14 de enero de 2008) fue un inventor estadounidense, conocido por poner en el mercado el frisbee y el hula hoop.

## Carrera

### Wham-O
En 1948, cofundó la compañía Wham-O con Arthur Melin. En 1957, Un australiano de visita en California les contó de pasada que en su país los niños hacían girar aros de bambú alrededor de la cintura en la clase de gimnasia. Knerr y Melin vieron lo popular que sería ese juguete y pronto recibieron elogios de los escolares por el prototipo de plástico hueco que habían creado.